# Calificările pentru Campionatul Mondial de Fotbal 2018 (CONCACAF) – runda a treia
Runda a treia a meciurilor CONCACAF pentru Calificările pentru Campionatul Mondial FIFA 2018 va avea loc între 31 august și 8 septembrie 2015.

## Format
Un total de 20 de echipe (echipele clasate pe locurile 7 și 8 și 10 câștigătoare din a doua rundă) vor juca acasă și în deplasare într-un sistem tur-retur. 7 câștigătoare vor avansa în a patra rundă. Tragerea la sorți va avea loc pe 25 iulie 2015, la Konstantinovsky Palace din Strelna, Sankt Petersburg, Rusia.

## Meciurile
Echipele sunt afișate în conformitate cu clasamentul FIFA pe 2014, topul folosit pentru a așeza echipele pentru primele patru runde ale preliminariile CONCACAF.Jamaica și Haiti intră în această rundă de calificare, alături de 10 câștigătoare din a doua rundă (cu italice).
Echipele
- Jamaica (85)
- Haiti (117)
- Canada (122)
- Aruba (124)
- El Salvador (127)
- Guatemala (134)
- Sfântul Vicențiu și Grenadine (134)
- Grenada (142)
- Antigua și Barbuda (149)
- Belize (162)
- Nicaragua (175)
- Curaçao (182)

| Echipa #1                     | Total | Echipa #2   | Tur | Retur |
| ----------------------------- | ----- | ----------- | --- | ----- |
| Curaçao                       | 0–2   | El Salvador | 0–1 | 0–1   |
| Canada                        | 4–1   | Belize      | 3–0 | 1–1   |
| Grenada                       | 1–6   | Haiti       | 1–3 | 0–3   |
| Jamaica                       | 4–3   | Nicaragua   | 2–3 | 2–0   |
| Sfântul Vicențiu și Grenadine | 3–2   | Aruba       | 2–0 | 1–2   |
| Antigua și Barbuda            | 1–2   | Guatemala   | 1–0 | 0–2   |

| Curaçao | 0–1                             | El Salvador |
| ------- | ------------------------------- | ----------- |
|         | Report (FIFA) Report (CONCACAF) | Larín 12'   |

| El Salvador | 1–0                             | Curaçao |
| ----------- | ------------------------------- | ------- |
| Barrios 9'  | Report (FIFA) Report (CONCACAF) |         |

 El Salvador avansează în A patra rundă (Grupa A).
| Canada                             | 3–0                             | Belize |
| ---------------------------------- | ------------------------------- | ------ |
| Ricketts 25', 65' Hutchinson 90+1' | Report (FIFA) Report (CONCACAF) |        |

| Belize       | 1–1                             | Canada        |
| ------------ | ------------------------------- | ------------- |
| McCaulay 26' | Report (FIFA) Report (CONCACAF) | Johnson 45+1' |

 Canada avansează în  A patra rundă (Grupa A).
| Grenada            | 1–3                             | Haiti                            |
| ------------------ | ------------------------------- | -------------------------------- |
| Straker 33' (pen.) | Report (FIFA) Report (CONCACAF) | Maurice 27' Jérôme 38' Nazon 56' |

| Haiti                              | 3–0                             | Grenada |
| ---------------------------------- | ------------------------------- | ------- |
| Guerrier 26' Nazon 38' Belfort 50' | Report (FIFA) Report (CONCACAF) |         |

 Haiti avansează în A patra rundă (Grupa B).
| Jamaica                   | 2–3                             | Nicaragua                                |
| ------------------------- | ------------------------------- | ---------------------------------------- |
| Mattocks 69' Mariappa 78' | Report (FIFA) Report (CONCACAF) | Rosas 5' (pen.) Chavarría 8' Galeano 48' |

| Nicaragua | 0–2                             | Jamaica                  |
| --------- | ------------------------------- | ------------------------ |
|           | Report (FIFA) Report (CONCACAF) | Mattocks 13' Dawkins 89' |

 Jamaica avansează în A patra rundă (Grupa B).
| Sfântul Vicențiu și Grenadine  | 2–0                             | Aruba |
| ------------------------------ | ------------------------------- | ----- |
| Slater 51' Anderson 90' (pen.) | Report (FIFA) Report (CONCACAF) |       |

| Aruba         | 2–1                             | Sfântul Vicențiu și Grenadine |
| ------------- | ------------------------------- | ----------------------------- |
| Danso 4', 50' | Report (FIFA) Report (CONCACAF) | Slater 84'                    |

 Sfântul Vicențiu și Grenadine avansează în A patra rundă (Grupa C).
| Antigua și Barbuda | 1–0                             | Guatemala |
| ------------------ | ------------------------------- | --------- |
| Weston 72' (pen.)  | Report (FIFA) Report (CONCACAF) |           |

| Guatemala             | 2–0                             | Antigua și Barbuda |
| --------------------- | ------------------------------- | ------------------ |
| Ruiz 61' D. López 75' | Report (FIFA) Report (CONCACAF) |                    |

Guatemala   avansează în A patra rundă (Grupa C).

## Marcatori
Au fost marcate 16 goluri în 6 meciuri.
2 goluri
- Erixon Danso
- Tosaint Ricketts
- Duckens Nazon
- Darren Mattocks
- Tevin Slater

1 gol
- Myles Weston
- Deon McCaulay
- Atiba Hutchinson
- Will Johnson
- Jonathan Barrios
- Alexander Larín
- Carlos Ruiz
- Dennis López
- Anthony Straker
- Kervens Belfort
- Wilde-Donald Guerrier
- Mechack Jérôme
- Jean-Eudes Maurice
- Simon Dawkins
- Adrian Mariappa
- Carlos Chavarría
- Luis Galeano
- Manuel Rosas
- Oalex Anderson